# Dean Devlin
Dean Devlin, född 27 augusti 1962 i New York, är en amerikansk skådespelare, filmproducent och manusförfattare.
Devlin är mest känd för sitt samarbete med regissören Roland Emmerich.

## Filmografi i urval
- 1980 – Bodyguard (roll)
- 1985 – Snilleskolan (roll)
- 1989 – Moon 44 (roll)
- 1992 – Universal Soldier (manus)
- 1994 – Stargate (manus och producent)
- 1996 – Independence Day (manus och producent)
- 1998 – Godzilla (manus och producent)
- 2000 – Patrioten (producent)
- 2002 – Eight Legged Freaks (producent)
- 2004 – Final Call (producent)
- 2006 – Flyboys (producent)
- 2008–2012 – Leverage (TV-serie) (regi och producent)
- 2014–2018 – The Librarians (TV-serie) (regi, manus och producent)
- 2016 – Independence Day: Återkomsten (manus och producent)
- 2017 – Geostorm (regi, manus och producent)
- 2021–  – Leverage: Redemption (TV-serie) (regi, manus och producent)